# I album -iD-
I album -iD-是日本二人組合近畿小子的第9張專輯。於2006年12月13日由傑尼斯娛樂唱片公司發行。

## 解說
本專輯是與上張專輯『H album -H·A·N·D-』相隔約1年零一個月的第九張原創專輯。由於成員兩人各自忙於個人活動之中，所以在本年的前半年並沒有任何以團體名義推出的作品。踏入下半年，才在7月推出本年度首張單曲『夏日風情』。結果在11月再次推出新單曲『十二月禮讚』時，便同時間公佈了會在12月推出年度專輯。
本專輯已經是連續第三張專輯附有副題，與近幾年的年度專輯都放在年末推出一樣成為了慣例。副題的“iD”包含了眾多意義：成員二人的身份証明（identity）、本能上的衝動（拉丁語裡id的意思）、正進行個人活動中的二人亦會回歸自己的『原點』繼續KinKi Kids的團體活動、音樂才是二人的ID。是一張把KinKi Kids的存在重新審視的作品。
另外據堂本光一表示，副題之所以選定為“iD”二字，「因為把我們兩個的名字以羅馬字書寫的話，就會是『Koichi  Domoto・Tsuyoshi Domoto』。就是說名字的最後一個字與姓氏的第一個字就是iD二字。」
本專輯共收錄了三張單曲的A面曲。分別是『H album -H・A・N・D-』推出時未有收錄的『SNOW! SNOW! SNOW!』、「夏日風情」以及僅在專輯發售前兩星期推出的『十二月禮讚』。這是KinKi Kids名義上首次發行的專輯先行單曲。
與上張專輯一樣，分開了初回版和通常版兩個版本。初回版隨碟附送收錄了「Harmony of December」PV、PV製作特輯和在『KinKi Kids H TOUR -Have A Nice Day-』演唱會上獻唱「SNOW! SNOW! SNOW!」片段的DVD碟片，以及32頁的歌詞本。而通常版除了封面不同外，隨碟附送20頁的歌詞本，以及多收錄一首歌曲。在封面設計上，無論初回版或通常版都使用了把兩人的照片不斷重覆作背景的設計。

## 收錄歌曲

### 初回版收錄歌曲
1. 嚴冬的思想（真冬のパンセ）
  - 作曲：石塚知生
  - 作詞：淺田信一
  - 編曲：CHOKKAKU
2. 藍色的晚風（藍色の夜風）
  - 作曲：本間昭光
  - 作詞：上田Kenji
  - 編曲：家原正樹
3. SNOW! SNOW! SNOW!
  - ※第22張單曲。
  - 作曲：伊秩弘將
  - 作詞：秋元　康
  - 編曲：家原正樹
4. iD -the World of Gimmicks-
  - 作曲：大智、宮崎　誠
  - 作詞：篠崎隆一
  - 編曲：十川知司
  - 和音編排：ko-saku
5. Love is the mirage...
  - ※堂本剛獨唱作品。
  - 作曲：松本良喜
  - 作詞：Satomi
  - 編曲：十川知司
6. futari
  - ※KinKi Kids二人自己作曲作詞的合唱作品。
  - 作曲：堂本　剛
  - 作詞：堂本光一
  - 編曲：吉田　建
  - 銅樂編排：下神龍哉
  - 弦樂編排：一徹　源
7. Get it on
  - ※堂本光一獨唱作品。
  - 作曲：井手功二
  - 作詞：白井裕紀、新美香
  - 編曲：鈴木雅也
8. Black Joke
  - 作曲：U-SKE
  - 作詞：前田隆弘
  - 編曲：U-SKE
  - 和音編排：ko-saku
9. 夏日風情（夏模様）
  - ※第23張單曲。
  - 作曲：林田健司
  - 作詞：Satomi
  - 編曲：佐久間　誠
  - 弦樂編排：佐藤泰將
10. Parental Advisory Explicit Content
  - 作曲：林田健司
  - 作詞：Satomi
  - 編曲：吉田　建
11. Night+Flight
  - 作曲：Gajin
  - 作詞：Gajin
  - 編曲：佐久間　誠
  - 和音編排：高橋哲也
12. 十二月禮讚（Harmony of December）
  - ※第24張單曲。
  - 作曲：Mashiko Tatsuro
  - 作詞：Mashiko Tatsuro
  - 編曲：ha-j

### 通常版收錄歌曲
1. 嚴冬的思想
2. 藍色的晚風
3. SNOW! SNOW! SNOW!
4. iD -the World of Gimmicks-
5. Love is the mirage...
6. futari
7. Get it on
8. Black Joke
9. 夏日風情
10. Parental Advisory Explicit Content
11. Night+Flight
12. 十二月禮讚
13. Love is... ～因何時都有你在身旁～（Love is... ）
  - 作曲：成海Gazuto
  - 作詞：成海Gazuto
  - 編曲：garamonn
  - 和音編排：岩田雅之